# إنريك ماركو
إنريك ماركو (بالإسبانية: Enric Marco Batlle)‏ هو نقابي إسباني، ولد في 12 أبريل 1921 في برشلونة في إسبانيا.